# Ahmed Samir
Ahmed Samir (10 maart 1983) is een Egyptische voetballer die uitkomt voor Al-Zamalek in de Egyptische Premier League. In augustus 2010 werd Samir werd ontslagen bij K. Lierse SK omdat hij via Facebook kritiek uitte op het beleid.  

## Palmares
- 2009-2010 : Kampioen Exqi League met K. Lierse SK

## Statistieken
| seizoen | club            | land   | competitie     | wed | goals |
| ------- | --------------- | ------ | -------------- | --- | ----- |
| 2001/04 | Al-Zamalek      | Egypte | Premier League |     |       |
| 2006/07 | Haras El Hodood | Egypte | Premier League |     |       |
| 2007/08 | K. Lierse SK    | België | Exqi League    | 12  | 1     |
| 2008/09 | K. Lierse SK    | België | Exqi League    | 31  | 5     |
| 2009/10 | K. Lierse SK    | België | Exqi League    | 13  | 0     |
| 2010/11 | Al-Zamalek      | Egypte | Premier League |     |       |
|         |                 |        | Totaal         | 56  | 6     |

Laatst bijgewerkt 17-04-10